# Francisco Góngora
Francisco Antonio Góngora (Bogotá, Colombia 28 de febrero de 1950) es un pintor colombiano. Es conocido como el pintor de los rostros.

## Biografía
Desde muy pequeño se sintió atraído por la pintura y el arte, pasión que lo llevó a estudiar y dedicarse a este medio artístico.
Estudió en el taller de David Manzur, en el taller Palomar del Príncipe, en la Escuela de Bellas Artes de Bogotá y posteriormente realizó grabado con el Maestro Alfonso Quijano. Realizó estudios de pintura y escultura en Nueva York, Estados Unidos.

## Producción artística
Su técnica es principalmente al óleo pero también ha realizado obras en acuarela y pastel. 
Denomina su obra como Neo figurativa, se concibe la figura pero se va descomponiendo en líneas musicales buscando siempre un cierto ritmo en la línea. 
El tema principal de su pintura son los rostros, sobre los cuales realizó durante mucho tiempo una investigación, pues considera que es un reflejo de la crisis social que aqueja al hombre contemporáneo colombiano plasmando así en cada obra un sentimiento, estado de ánimo y acontecimientos particulares.
En el año 2003 realizó una colaboración con los artistas Germán Tesarolo, Arana Pinzón, Luis Eduardo Gómez, Héctor Jorge Torres Gómez, Manolo Martínez Palacios y Eligio Páez, en la creación de una galería interna en la clínica de medicina interna del Hospital de Tunjuelito. 
Ha realizado numerosas exposiciones tanto en Colombia como en el extranjero y cuenta con colecciones privadas en países como Colombia, Estados Unidos, Holanda, Corea, Costa Rica, Japón, España, Bélgica, Venezuela y Chile.

## Exposiciones
- 1968 - Galería Eucaliptus, Bogotá - Colombia.
- 1987, 1991- Galeria Skandia, Bogotá - Colombia.
- 1989 - Arte Consult, Panamá.
- 1990 - Primer Encuentro Internacional de Artes Plásticas, Bogotá - Colombia.
- 1991 - Art Miami 91, Miami - Estados Unidos.
- 1994 - Mary Anne Martin Fine Art, Nueva York - Estados Unidos.
- 1994 - Casa Lamm, México D.F, México.
- 1994 - Galería Durban, Caracas - Venezuela.
- 1995 - Galería Tulipán Negro, Bogotá - Colombia.
- 1995 - Aula de la Cultura, Madrid - España.
- 1996 - The Kimberly Gallery, Washington - Estados Unidos.
- 1997 - Paulina Rieloff Gallery, Santiago de Chile - Chile
- 1997 - Elite Fine Art, Canadá.
- 1998 - Ron Hall Gallery, Dallas - Estados Unidos.
- 1999 - Claustro Universidad del Rosario, Bogotá - Colombia.
- 1999 - Palacio de San Francisco, Bogotá - Colombia.
- 2000 - Club Hato Grande, Bogotá - Colombia.
- 2005 - Exposición Universidad Manuela Beltrán, Bogotá - Colombia.
- 2007 - Gran Subasta Hotel Arte Morris, Bogotá - Colombia.
- 2008 - 3ª Subasta de Subastas Hotel Cosmos 100, Bogotá - Colombia.
- 2013 - Geba Art Gallery, Bogotá - Colombia.